# Reavers
Les Reavers sont un groupe de mercenaires, créés par Chris Claremont & Marc Silvestri pour Marvel Comics en mai 1988, apparus pour la première fois dans X-Men #229.

## Origine
À l'origine, les Reavers étaient un groupe de mercenaires australiens menés par un trio de cyborgs (Pretty Boy, Skullbuster et Bonebreaker). Ils avaient réduit le mutant Gateway en esclavage et se servaient de ses pouvoirs de téléportation.
Ils affrontèrent les X-Men et perdirent. Les X-Men s'emparèrent de leur QG, caché sous une ville fantôme dans le désert.
Les Reavers furent ensuite pris en main par le cyborg Donald Pierce, ancien Fou Blanc du Club des Damnés. Ce dernier voulait la mort des X-Men. Il usurpa le pouvoir de Sebastian Shaw et captura le Professeur Xavier, dont il comptait utiliser les vastes pouvoirs mentaux. Mais les Nouveaux Mutants découvrirent son plan et le firent échouer. Pierce fut chassé du Club.
Voulant se venger, il enrôla de nouveaux membres, dont certains affiliés au Club (Wade Cole, Angelo Macon et Murray Reese). Il les cybernetisa, comme il l'avait fait aux gardes estropiés par Wolverine auparavant. Il fit de même avec Lady Deathstrike.
Les Reavers affrontèrent plusieurs fois Wolverine et les X-Men, et ils récupérèrent leur base abandonnée. Wolverine fut capturé et crucifié, puis libéré par Jubilé.
Pensant savoir où le mutant griffu s'était réfugié, les Reavers attaquèrent l'île de Muir. Un combat opposa Reavers, Freedom Force et alliés des X-Men. Le Mur et Sunder (un Morlock) furent tués, mais Forge élimina Skullbuster.
Pierce réussit à reconstruire Skullbuster, et les mercenaires luttèrent contre le Punisher.
Pierce transforma Cylla Markham, une pilote employée par les X-Men en cyborg. Cette dernière et Lady Deathstrike furent apparemment les seules Reavers à survivre à l'attaque de Sentinelles programmée par Trevor Fitzroy.
En fait, Donald Pierce survécut aussi. Il trouva par la suite une cachette de Cable et lui vola sa réserve d'adamantium.
Durant une bataille contre Wolverine, un être appelé Khyber se manifesta pour reprendre la technologie de Pierce. Pierce eut les bras arrachés, et Khyber disparut.
On revit le groupe à la tête d'une bande de mercenaires. Il venait d'affronter Tornade, Bishop, et Solar, dans la propriété d'un Sebastian Shaw gravement blessé dans l'attaque.
Repérés par Deadpool, ils furent par la suite éliminés par X-Force, mené par Wolverine en Australie. Reese et un Reaver comptaient utiliser le mutant Gateway pour faire exploser Utopia mais furent tués discrètement par Psylocke.

## Composition
- Donald Pierce
- Bonebreaker
- Pretty Boy, dont les yeux abritent de long filaments cybernétiques pouvant interfacer avec les personnes qu'ils touchent.
- Wade Cole
- Angelo Macon
- Murray Reese
- Skullbuster, colosse au visage tatoué d'un crâne blanc.
- Skullbuster III
- Lady Deathstrike
- Cylla Markham (Skullbuster II)
- Josh Foley, mutant capable de guérir n'importe quoi ou de provoquer des maladies chez ses ennemis